# Annelies Bredael
Annelies Bredael (ur. 15 czerwca 1965 w Willebroek),  belgijska wioślarka. Srebrna medalistka olimpijska z Barcelony.
Zawody w 1992 były jej drugimi igrzyskami olimpijskimi. Debiutowała w 1988, brała również udział w IO 96. Srebrny medal zdobyła w jedynce. Była wielokrotną uczestniczką mistrzostw świata w różnych konkurencjach. W 1991. 1994 i 1995 w jedynce zdobyła brązowy medal.